# Скорошув (Нижньосілезьке воєводство)
Скорошув (пол. Skoroszów) — село в Польщі, у гміні Тшебниця Тшебницького повіту Нижньосілезького воєводства.
Населення — 339 осіб (2011).
У 1975-1998 роках село належало до Вроцлавського воєводства.

## Демографія
Демографічна структура станом на 31 березня 2011 року:
|          | Загалом | Допрацездатний вік | Працездатний вік | Постпрацездатний вік |
| -------- | ------- | ------------------ | ---------------- | -------------------- |
| Чоловіки | 168     | 35                 | 113              | 20                   |
| Жінки    | 171     | 43                 | 100              | 28                   |
| Разом    | 339     | 78                 | 213              | 48                   |